# Arthur Sullivan
Sir Arthur Seymour Sullivan (n. 13 mai 1842, Londra, Regatul Unit al Marii Britanii și Irlandei – d. 22 noiembrie 1900, Londra, Regatul Unit al Marii Britanii și Irlandei) a fost un compozitor, muzicolog, organist și dirijor britanic. Lucrările lui cele mai cunoscute sunt operetele H.M.S. Pinafore și The Mikado.

## Galerie

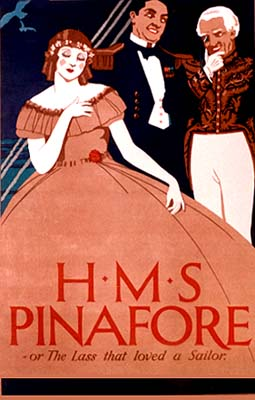
Afiș la opera H.M.S. Pinafore
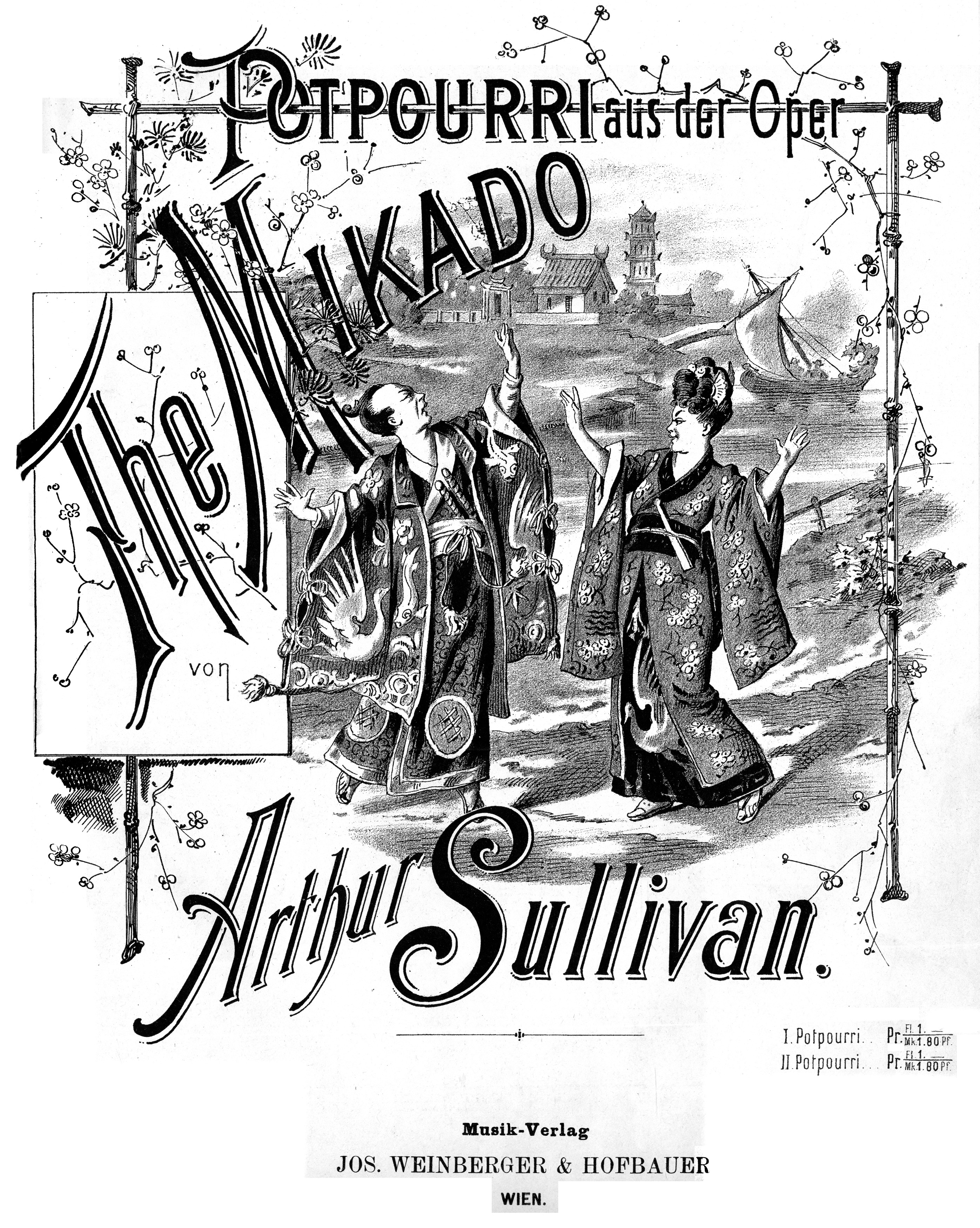
Potpourri din The Mikado